# Королева крика
«Королева крика» (англ. Scream queen) — амплуа актрисы, часто снимающейся в фильмах ужасов или часто появляющейся на экране в качестве жертвы, преследуемой монстром или маньяком, или регулярно играющей главные женские роли в фильмах данного жанра.
Как правило, scream queen – это если не главная, то главная-второстепенная жертва хоррор-фильма. И у неё три варианта их судьбы в фильме: погибнуть, выжить или самой превратиться в монстра…

## История
Появление женщин в роли главной героини — главной жертвы произошло уже в немых фильмах ужасов (например, в таких как «Кабинет доктора Калигари» (1920) и «Носферату» (1922). Историк кино Джордж Фелтеншстейн заметил по этому поводу: «Женщины, кричащие от ужаса, являлись оплотом Голливуда — даже когда фильмы были немыми». Однако первой королевой крика, получившей всемирную известность, была Фэй Рэй — красотка из фильма «Кинг Конг» (1933). Тем не менее, подобная известность не радовала актрису, так что она переехала в Англию, чтобы избежать продолжения своей творческой карьеры с подобным титулом, заявляя, что «мне это вообще не нравится … называться Королевой крика».

## Представительницы
- Андреа Богарт
- Аня Тейлор-Джой
- Барбара Стил[4]
- Виктория Агалакова[5]
- Даниэль Харрис
- Джанет Ли[6]
- Дария Николоди[4]
- Джейми Александр
- Джейми Ли Кёртис[4][7]
- Дженнифер Лав Хьюитт[8]
- Дженна Ортега
- Кейт Бекинсейл
- Кортни Кокс
- Кристал Лоу
- Кристина Риччи
- Кэтрин Изабель
- Линда Блэр[4]
- Линнея Куигли[4]
- Маги Брави[9][10]
- Макарена Гомес
- Мерседес МакНаб
- Миа Гот[11]
- Мэрилин Бёрнс[4]
- Мэри Элизабет Уинстэд[8]
- Наоми Уоттс[8]
- Нив Кэмпбелл[4]
- Роуз Макгоуэн
- Сара Мишель Геллар[4]
- Серина Винсент
- Фэй Рэй[4]
- Хезер Лэнгенкэмп[4]
- Шери Мун Зомби
- Шони Смит[4]
- Эдриан Кинг[12][13]
- Элиша Катберт[8]
- Эмма Робертс[8]
- Мэделин Петш